# Stangeella cyaniventris
Stangeella cyaniventris (лат.) — вид роющих ос, единственный в составе рода Stangeella из семейства Sphecidae (подтриба Stangeellina в составе трибы Sceliphronini). Южная Америка: Аргентина, Бразилия, Уругвай, Чили. Крупные осы (14—25 мм) чёрного цвета (брюшко синевато-чёрное). (Bohart & Menke, 1976). По наблюдениям в Чили осы строят подземные гнёзда на глубине 10—15 см из 4—6 ячеек и закрывают их до начала поиска жертвы. Осы охотятся на богомолов рода Coptopterix (Mantidae), которых парализуют и затаскивают в гнездо, где откладывают в районе передних ног жертвы своё яйцо.
- Stangeella cyaniventris (Guérin-Méneville, 1831)
  - =Chalybion cyaniventre (Guérin-Méneville, 1831)
  - =Chlorion cyaniventre (Guérin-Méneville, 1831)
  - =Pelopaeus cyaniventris Guérin-Méneville, 1831
  - =Sphex cyaniventris (Guérin-Méneville, 1831)